# Olympische Sommerspiele 1968/Teilnehmer (Kenia)
| Gelbes Symbol für Goldmedaillen mit stilisierten Olympischen Ringen | Graues Symbol für Silbermedaillen mit stilisierten Olympischen Ringen | Braundes Symbol für Bronzemedaillen mit stilisierten Olympischen Ringen |
| ------------------------------------------------------------------- | --------------------------------------------------------------------- | ----------------------------------------------------------------------- |
| 3                                                                   | 4                                                                     | 2                                                                       |

Kenia nahm an den Olympischen Sommerspielen 1968 in Mexiko-Stadt mit einer Delegation von 39 Athleten (36 Männer und 3 Frauen) an 22 Wettkämpfen in vier Sportarten teil.
Die kenianischen Sportler gewannen drei Gold-, vier Silber- und zwei Bronzemedaillen. Olympiasieger wurden die Leichtathleten Kipchoge Keino über 1500 Meter, Naftali Temu über 10.000 Meter und Amos Biwott über 3000 Meter Hindernis.

## Teilnehmer nach Sportarten

### Boxen
- Samuel Mbugua
Bantamgewicht: im Viertelfinale ausgeschieden

- Philip Waruinge
Federgewicht: Bronze

- John Olulu
Halbweltergewicht: in der 1. Runde ausgeschieden

- Stephen Thega
Halbmittelgewicht: im Achtelfinale ausgeschieden

### Hockey
- 8. Platz
Avtar Singh Sohal
Surjeet Singh Panesar
Santokh Singh Matharu
Harvinder Singh Marwa
Davinder Singh Deegan
Kirpal Singh Bhardwaj
John Simonian
Renny Pereira
Alu Mendonca
Mohamed Ajmal Malik
Silvester Fernandes
Leo Fernandes
Hilary Fernandes
Egbert Fernandes

### Leichtathletik
Männer
- Charles Asati
100 m: im Vorlauf ausgeschieden
200 m: im Vorlauf ausgeschieden
4-mal-400-Meter-Staffel: Silber

- Julius Sang
100 m: im Viertelfinale ausgeschieden
200 m: im Viertelfinale ausgeschieden

- Munyoro Nyamau
400 m: im Halbfinale ausgeschieden
4-mal-400-Meter-Staffel: Silber

- Daniel Rudisha
400 m: im Viertelfinale ausgeschieden
4-mal-400-Meter-Staffel: Silber

- Naftali Bon
400 m: im Viertelfinale ausgeschieden
4-mal-400-Meter-Staffel: Silber

- Wilson Kiprugut
800 m: Silber

- Thomas Saisi
800 m: 7. Platz

- Robert Ouko
800 m: im Halbfinale ausgeschieden

- Kipchoge Keino
1500 m: Gold 
5000 m: Silber 
10.000 m: Rennen nicht beendet

- Ben Jipcho
1500 m: 10. Platz

- Naftali Temu
5000 m: Bronze 
10.000 m: Gold 
Marathon: 19. Platz

- Paul Mose
Marathon: 48. Platz

- Kimaru Songok
110 m Hürden: im Vorlauf ausgeschieden
400 m Hürden: im Vorlauf ausgeschieden

- Amos Biwott
3000 m Hindernis: Gold

- Benjamin Kogo
3000 m Hindernis: Silber

Frauen
- Lydia Stephens
100 m: im Vorlauf ausgeschieden

- Tekla Chemabwai
400 m: im Vorlauf ausgeschieden

- Elizabeth Chesire
800 m: im Vorlauf ausgeschieden

### Schießen
- Leonard Bull
Schnellfeuerpistole 25 m: 35. Platz

- Dismus Onyiego
Kleinkalibergewehr liegend 50 m: 68. Platz

- John Harun
Kleinkalibergewehr liegend 50 m: 76. Platz